# Joc del 21
El 21 és un joc per beure que es juga normalment amb persones assegudes en cercle. Aquest joc és conegut en diferents països, encara que amb petites variants segons el lloc.
El joc comença amb un jugador que escull la direcció del joc dient a la dreta o a l'esquerra.
Entre tots els jugadors s'ha de comptar fins a 21. Per fer això, el jugador que ha escollit el sentit haurà de dir un o dos números començant per l'1. En el sentit escollit, cadascú al seu torn, els jugadors hauran de dir un o dos números seguint la progressió fins a 21.
Per exemple: si el primer jugador diu u dos, el següent jugador pot escollir entre dir tres o tres quatre. Així es continua successivament fins que un jugador diu el número 21.
El jugador que diu 21 haurà d'acabar-se la beguda i imposar una norma en algun número. És a dir, s'haurà d'inventar alguna cosa que s'haurà de fer (o que no es pot fer) cada cop que es digui un número en concret. Aquest mateix jugador pot aleshores continuar el joc escollint el sentit (dreta o esquerra) per tornar a començar el compte. Cada cop que es finalitza una ronda, una nova norma és imposada que s'afegeix a les ja existents. D'aquesta manera, cada cop hi ha més normes vigents que cal recordar.
La primera vegada que es juga sempre hi ha una norma a la qual s'afegiran les altres durant el joc: el número 10 i l'11 no es poden dir junts. Per exemple: si un jugador ha dit nou, el següent no pot dir deu onze i haurà de dir només deu.
Cada cop que un jugador s'equivoca o incompleix alguna norma haurà de beure i el següent jugador continuarà el joc a partir del que ha dit l'últim jugador que no s'ha equivocat.
Algunes normes típiques que es poden inventar són, per exemple:
- En comptes de dir tres, s'ha de picar de mans tres cops i fer un glop.
- Al número 15 beuran tots aquells nascuts a Pallejà.
- Les dues persones assegudes al costat del que digui nou han de fer un glop.
- Al número 12 beuran aquells que tinguin el DNI parell.
- La persona que digui setze haurà de canviar-se el lloc amb qui ell vulgui després d'acabar-se la beguda.